# Église vieille-orthodoxe de Russie
L'archevêché orthodoxe vieux-ritualiste (anciennement Église vieille-orthodoxe de Russie, l'archevêché de Koursk) est une petite dénomination de vieux-croyants formée en 1999, lorsqu'une partie du clergé et des laïcs de l'Église vieille-orthodoxe russe l'a quittée et a formé une hiérarchie indépendante. Par la suite, elle a survécu à une série de schismes et de troubles. Depuis 2017, elle est en pleine communion eucharistique avec l'Église orthodoxe vieille-ritualiste russe qui absorbe presque la totalité des communautés en octobre 2022 en créant l'éparchie de Sotchi et du Kouban.

## Histoire

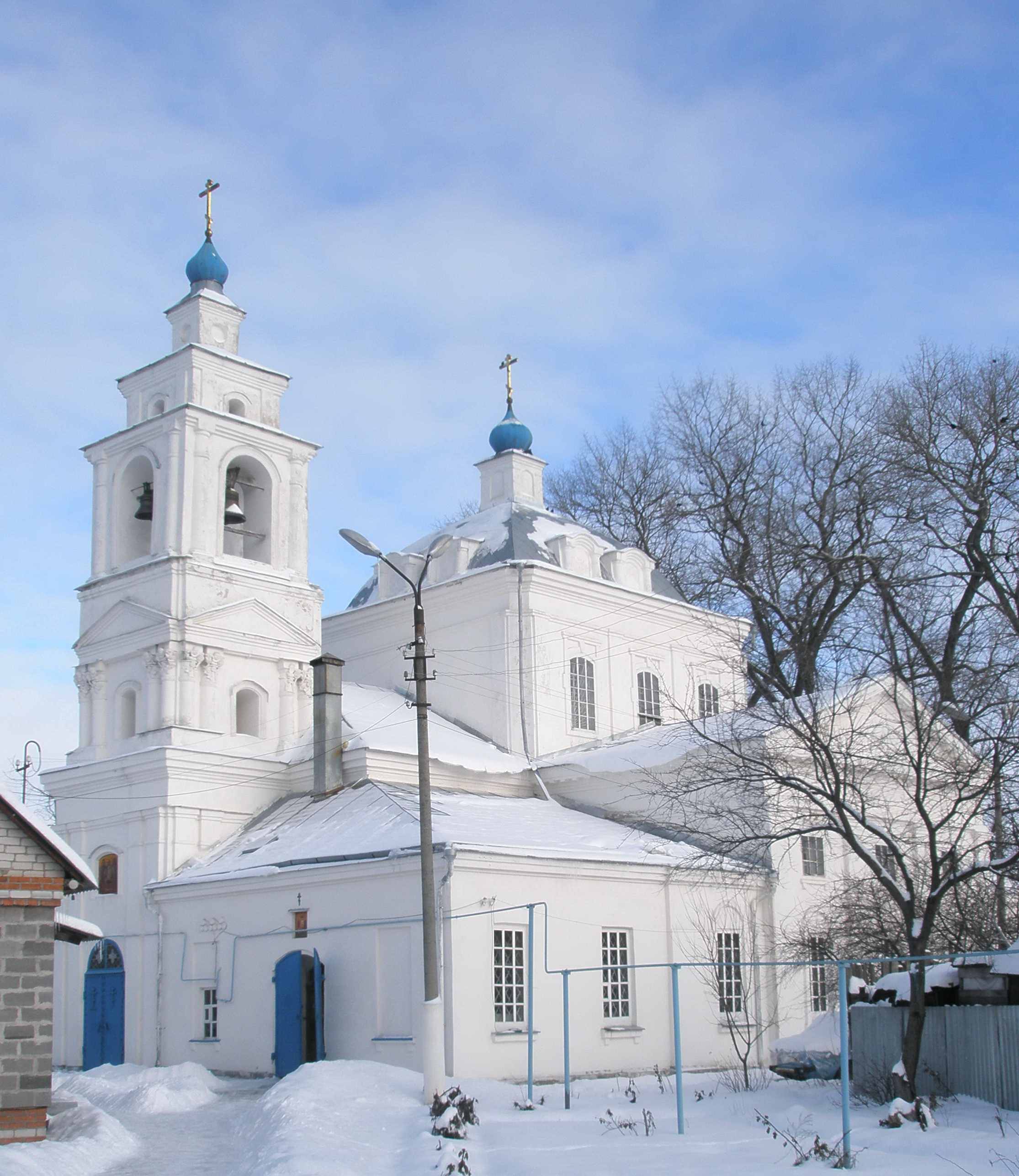
Église de l'Assomption à Koursk, cathédrale de 2000 à 2005.

Le 23 décembre 1999, dans l'Église vieille-orthodoxe russe en raison du désaccord d'une partie des laïcs avec la qualification officielle (juridique) du credo de l'Église comme identique au credo de l'Église orthodoxe russe , il y a eu une division, à la suite de laquelle une nouvelle organisation religieuse a été formée et officiellement enregistrée - «Église vieille-orthodoxe de Russie (Évêché de Koursk)» (en russe : Древлеправославная Церковь России).
Lors du synode de l'Église vieille-orthodoxe russe dite de Novozybkov, du 7 au 9 mai 2000, tous ceux qui ont rejoint le schisme ont été privés de la sainte dignité sans droit de la restaurer.
La nouvelle structure était dirigée par le prêtre Apollinaire (Doubinine), recteur de l'église de l'Assomption de Koursk. En juin 2000, ce dernier est consacré évêque, par l'évêque Euménius (Titov) de Toultchine .
Fin 2001, a lieu la consécration de l'évêque de Bogorodsky et de Souzdal Antoine (Baskakov).
En novembre 2003, le synode des évêques de la nouvelle Église vielle-orthodoxe de l'épiscopat de Koursk (plus tard l'archevêché) a achevé la formation d'une nouvelle juridiction pour les vieux-croyants. À la tête de l'épiscopat de Koursk se trouve Mgr Euménius (Titov) élevé au rang d'archevêque. Durant cette période, le métropolite de Moscou Macaire, la noble Théodosie Morozova et la princesse Eudoxie Ouroussova, ainsi que les martyrs de Solovki, ont été canonisés. En outre, les évêques de Novozybkov Stepan (Rastorguev), Pansofiy (Ivliev), les prêtres Joseph (Dioukarev), Andreï (Kamskov) et d'autres  ont été glorifiés parmi les saints en tant que victimes du régime soviétique.
Le 30 avril 2006, dans l'église de l'Intercession-de-la-Bienheureuse-Vierge-Marie, dans le hameau de Novopokrovsky, dans le district de Primorsko-Akhtarsk du territoire de Krasnodar, Mgr Apollinaire, en accord avec Mgr Euménius (Titov), a consacré évêque Mgr Anastase (Chisterov), le 14 octobre 2006 au même endroit a lieu la consécration de Jonas (Igrouchkine).
Après le retour de l'évêque Eménius (Titov) au sein de l'Église vieille-orthodoxe russe, le nombre de partisans de l'évêque Apollinaire a considérablement diminué.
Le 14 octobre 2009, une assemblée a été tenue à Novopokrovsky où les évêques Apollinaire (Doubinine) et Anastase (Chisterov) ont été interdits de ministère pour leur attitude irresponsable envers leurs devoirs archipastoraux et leur mode de vie dans le monde. Le même jour, Mgr Jonas (Igrouchkine) a ordonné un prêtre à la paroisse de Koursk.
L'évêque Apollinaire (Doubinine) n'a pas reconnu l'interdiction, et l'archevêché s'est trouvé avec Apollinaire (Doubinine) et Anastase (Chisterov), le prêtre Timothée Harnanykine et le prêtre roumain Andreï Pakhom étaient d'accord. Avec l'évêque Jonas (Igrouchkine), les prêtres Polyeucte Efimov (décédé le 18 février 2014), Georges Efimov, Grigory Efimov, Andreï Chamov et le diacre Mikhaïl Abakountchik .
Le 31 août 2012, l'organisation religieuse centralisée de l'archevêché orthodoxe vieux-ritualiste a reçu un certificat d'enregistrement d'État (en russe : Организация РО Централизованная Древлеправославная Церковь (Древлеправославная Архиепископия).
Début 2014, la réconciliation des deux factions de l'archevêché a eu lieu et la communion a été rétablie entre les évêques Apollinaire (Doubinine) et Jonas (Igrouchkine).
Lors du conseil  qui s'est tenu du 12 au 16 octobre 2014, Mgr Anastase (Chisterov) a été privé du rang d'évêque car le troupeau qui lui était confié était livré sans pasteur pendant de nombreuses années .
En décembre 2014, Jonas (Igrouchkine) consacre le moine Nicodème (Yeliakine), ce dernier à la mort de son consécrateur en novembre 2016 devient locum tenens.
En 2014, le prêtre Sila (Samsonov) a rejoint l'archevêché de l'Église orthodoxe vieille-ritualiste russe, et en 2015, il a été ordonné évêque de Donetsk et Kouban à la cathédrale de Primorsko-Akhtarsk. Cependant, dès 2016, il a volontairement retiré sa dignité et s'est marié .
Début 2016, la paroisse de Koursk a réintégré l'Église vieille-orthodoxe russe et, le 12 février 2016, Timothée Harnanykine a été réordonné prêtre pour eux. Le 5 mars 2016, Mgr Apollinaire (Doubinine) a écrit une lettre de pénitence demandant d'être accepté comme simple moine .
En 2017, le clergé de l'archevêché a fait part de son intention de reconsidérer son attitude envers la hiérarchie de Belaïa Krinitsa et de rétablir sa communion eucharistique avec elle. À cette époque, l'archevêché se composait de onze paroisses, dans lesquelles sept prêtres et quatre diacres étaient en service. Il a été décidé, contrairement à la position antérieure d'Apollinaire (Doubinine), de reconnaître la dignité hiérarchique du métropolite de Belaïa Krinitsa Ambroise (Popovitch) et des évêques qu'il avait ordonnés.
Les 2 et 3 mai 2017, le Conseil du métropolite de l'Église orthodoxe vieille-ritualiste russe crée une commission de dialogue avec l'archevêché orthodoxe vieux-ritualiste, sous la direction de  l'évêque de Kiev et de toute l'Ukraine, Nicodème (Kovalev),. Le 17 mai de la même année, le synode de l'archevêché orthodoxe vieux-ritualiste a reconnu la succession apostolique de la hiérarchie de Belaïa Krinitsa, et s'est déclarée prête à rétablir la communion eucharistique avec  celle-ci. Dans le cadre de l'annulation de la réception des anciens croyants du consentement de Belaïa Krinitsa, ces derniers ont été autorisés à assister aux services divins de l'archevêché orthodoxe vieux-ritualiste sans aucun obstacle. Le prêtre de l'archevêché orthodoxe vieux-ritualiste, Georges Efimov, a déclaré qu'après cette décision importante, le nombre de chrétiens visitant les églises à certains endroits avait doublé en raison de l'acceptation par les anciens croyants de la hiérarchie de Belaïa Krinitsa et a noté que cette décision avait contribué à rétablir la paix dans de nombreuses familles qui étaient autrefois séparées pour des raisons religieuses.
Le 17 octobre 2017, lors d'une réunion  du Conseil de l'Église orthodoxe vieille-ritualiste russe, la succession apostolique des évêques  de l'archevêché orthodoxe vieux-ritualiste a été reconnue et la communion eucharistique avec elle a été établie. Dans le même temps, l'unification n'a pas eu lieu: les délégués du Conseil ont soutenu la proposition de l'archevêché orthodoxe vieux-ritualiste de préserver son indépendance en matière spirituelle et administrative. Le lendemain, le métropolite Corneille (Titov) et l'évêque Nicodème (Yeliakine) ont signé un acte de paix. L'Église vieille-orthodoxe russe en Roumanie a considéré lors de son conseil, après avoir entendu une lettre du métropolite Corneille, que la hiérarchie de l'archevêché orthodoxe vieux-ritualiste était douteuse et que la communion eucharistique avec elle était impossible.

## Hiérarchie
Primat :
- L'archevêque Nicodème (Yeliakine) depuis 2016 (contesté depuis octobre 2023)
- L'archevêque Corneille (Titov) (depuis le 10 octobre 2023[16] - aujourd'hui)

### Anciens évêques

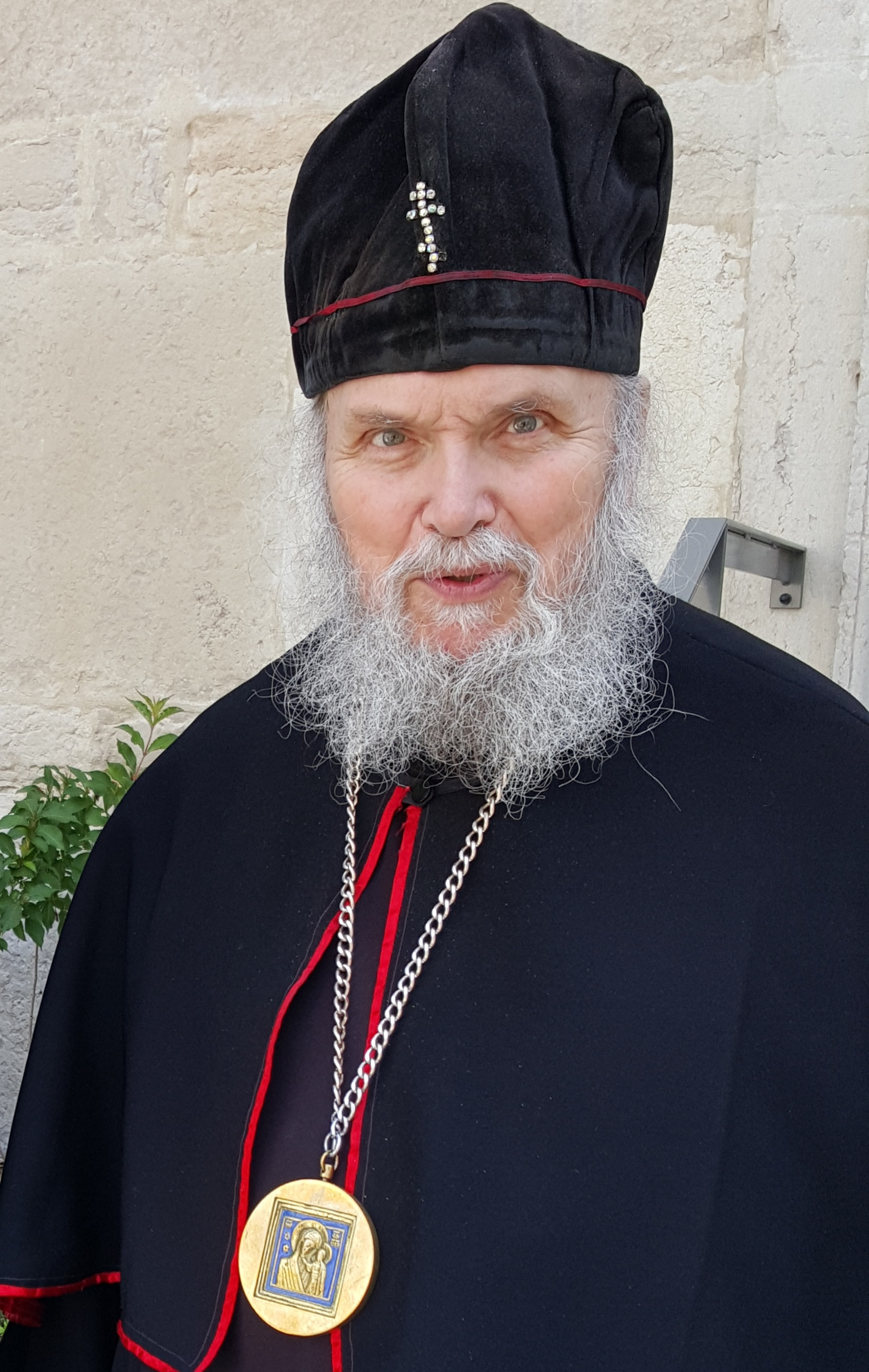
Mgr Apollinaire (Doubinine)

- Mgr Euménius (Titov) de Toultchine et de toute la Roumanie (en 2006, il est retourné au sein de l'Église vieille-orthodoxe russe)
- Mgr Antoine de Bogorodsk et Souzdal (Baskakov) (décédé en 2005)
- Évêque Anastase (Chisterov) d'Ekaterinodar et du Caucase  (privé de dignité en 2014)
- L'archevêque Jonas (Igrouchkine) d'Akhtar et d'Azov-Mer Noire (décédé en 2016)
- Évêque Sozont de Sotchi  (a renoncé à l'ordination et au monachisme)
- Mgr Sila (Samsonov) (décédé en 2017)
- Mgr Apollinaire (Doubinine) de Koursk (décédé en janvier 2021[17])

## Communautés
En 2020, les communautés suivantes faisaient partie de l'archidiocèse (peu de changement depuis octobre 2017 ) 
- Kraï de Krasnodar
  - Raïon Primorsko-Akhtarski
    - Ville de Primorsko-Akhtarsk. Église des Saints-Apôtres-Pierre-et-Paul.
    - Novopokrovsky. Église de l'Intercession-de-la-Vierge.
    - Brinkovskaya. Chapelle de la Trinité-qui-donne-la-Vie.
    - Morozovsky. Chapelle du Saint-Martyr-Habacuc.

- - Sotchi. Église de l'Assomption-de-la-Vierge (dont son cimetière a fait parler de lui[18]lors des JO de 2014).
  - Krasnodar. Communauté[19].
  - Novorossiïsk. Communauté.
- Région de Penza, Sofino . Monastère de la Protection-de-la-Mère-de-Dieu.
- Oblast d'Astrakhan, dans le village d'Ouspekh. Église Saint-Païsios-le-Grand.
- Crimée, Sébastopol. Communauté.
- Roumanie, Tulcea  Communauté.

### Anciennes communautés
- Oblast de Koursk
  - Ville de Koursk. Église de l'Assomption-de-la-Bienheureuse-Vierge-Marie Marie[20] (construite en 2010 par Mgr Apollinaire).
  - Village d'Ovsyannikovo. Église

- - Village du deuxième district de Vorobevka Zolotoukhinsky. Église
  - Village de Tomline, Kolodez, district de Fatej. Église
- Ukraine
  - Krementchouk. Église Saint-Nicolas.
  - Zaporijjia. Église
- Daghestan :
  - Kizliar. Église de la Trinité-qui-donne-la-Vie
  - Nekrassovka. Paroisse